# オペル・レコルト
レコルト（Rekord ）は 西ドイツ（当時）の自動車メーカー・オペルが1953年から1986年まで生産した、同国における代表的な中型車である。日本には当時の輸入総代理店、東邦モーターズによって1970年代前半まで多数が輸入されたが、その当時はレコードと英語読みされることが多かった。

## オリンピアレコルト（1953年 - 1957年）

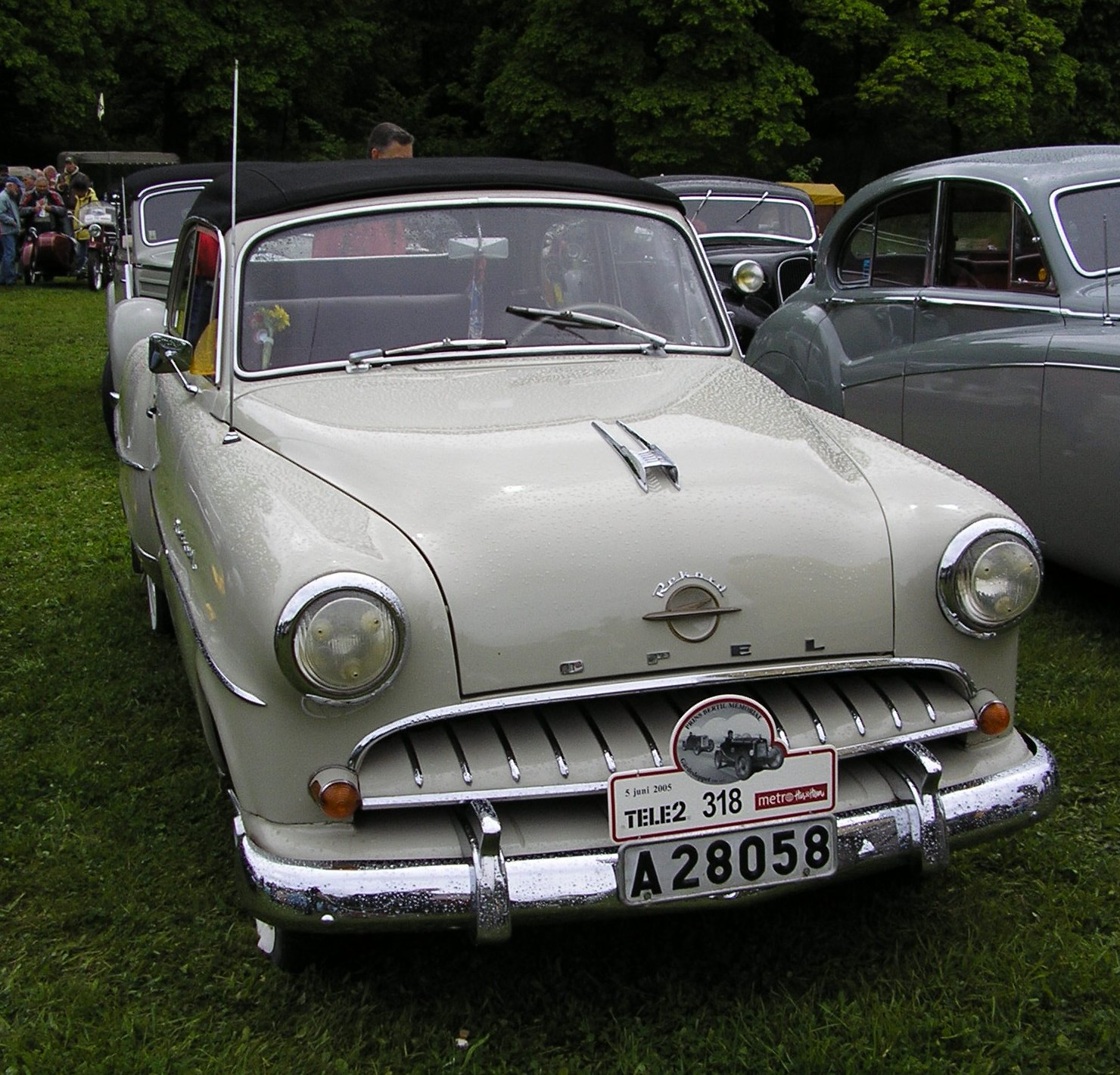
オリンピアレコルトコンビコーチ（1955年）

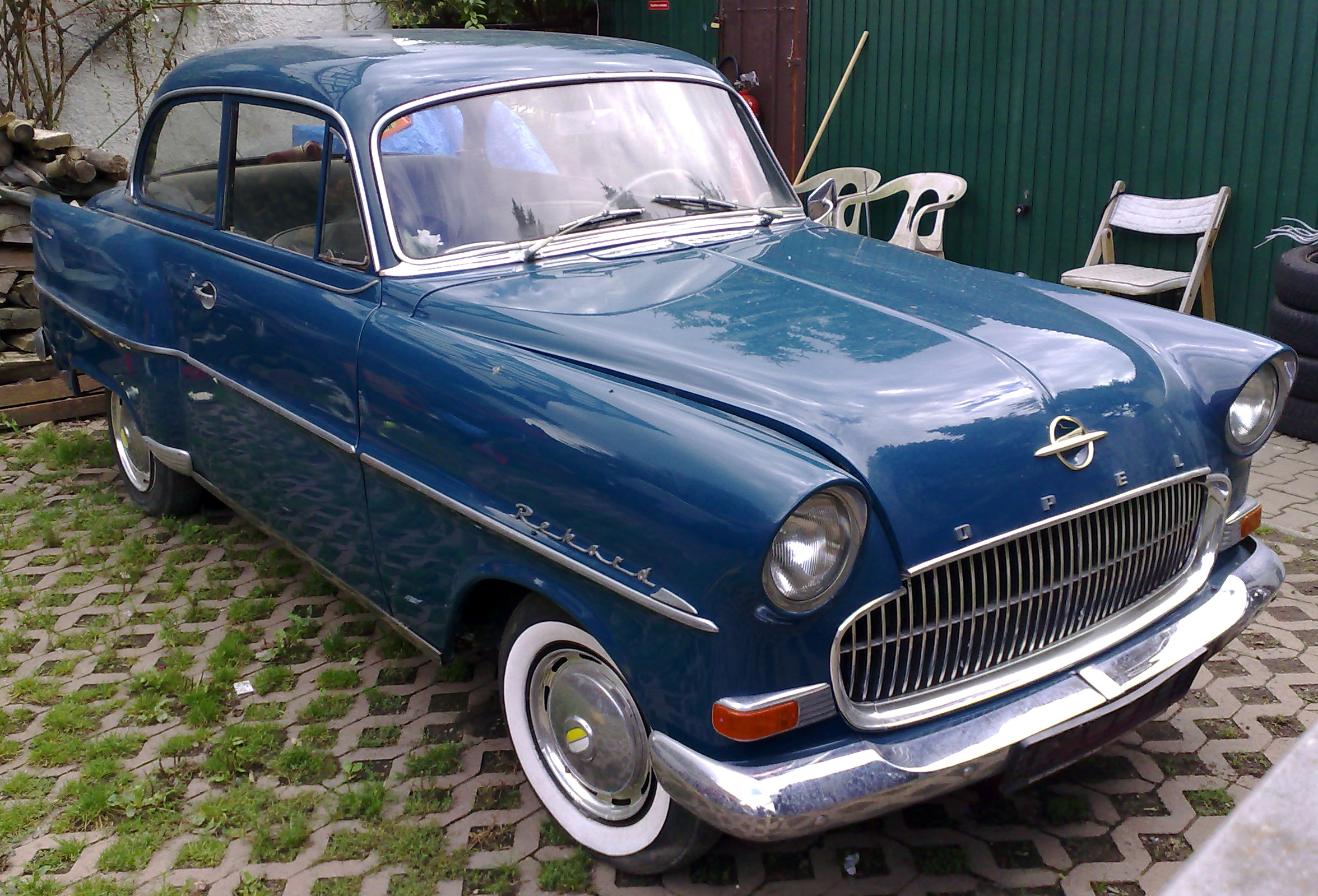
オリンピアレコルト（1957年）

1953年3月に、第二次世界大戦前の1935年から作られていたオリンピアの後継車として登場し、1957年までに58万台が生産された。フェンダーが車体から独立していない戦後型スタイルをオペルでは初めて採用した。
- 1953-1954年型:1,488 cc40馬力。最高速度120 km/h。2ドアセダン（リムジーネ）、カブリオレとステーションワゴン（キャラバン）の3種。当時の西ドイツでの販売価格は6,410マルクから6,710マルク。136,028台生産された。

- 1955年型:リアウインドウの大型化、フロントグリル刷新など小変更。単にオリンピアと呼ばれる最廉価モデルやデリバリーバンを追加。日本では商用車登録となるデリバリーバンは輸入制限の対象外であったため、昭和30年代には輸入された。当時の西ドイツでの販売価格は5,850から6,710マルク。131,586台を生産。

- 1956年型:エンジンが45馬力に強化され、再びフロントグリル変更（格子状）。バンパーのオーバーライダーが廃止された。当時の西ドイツでの販売価格は5,410マルクから6,560マルクへとやや下げられ、144,587台が作られた。

- 1957年型:フロントグリル変更（縦線に一本の横バー）、クロームのモールディングを追加。カブリオレは廃止される。当時の西ドイツでの販売価格は5,510 - 6,560マルク。169,721台を生産。

## オリンピアレコルトP1（1957年7月 - 1960年7月）

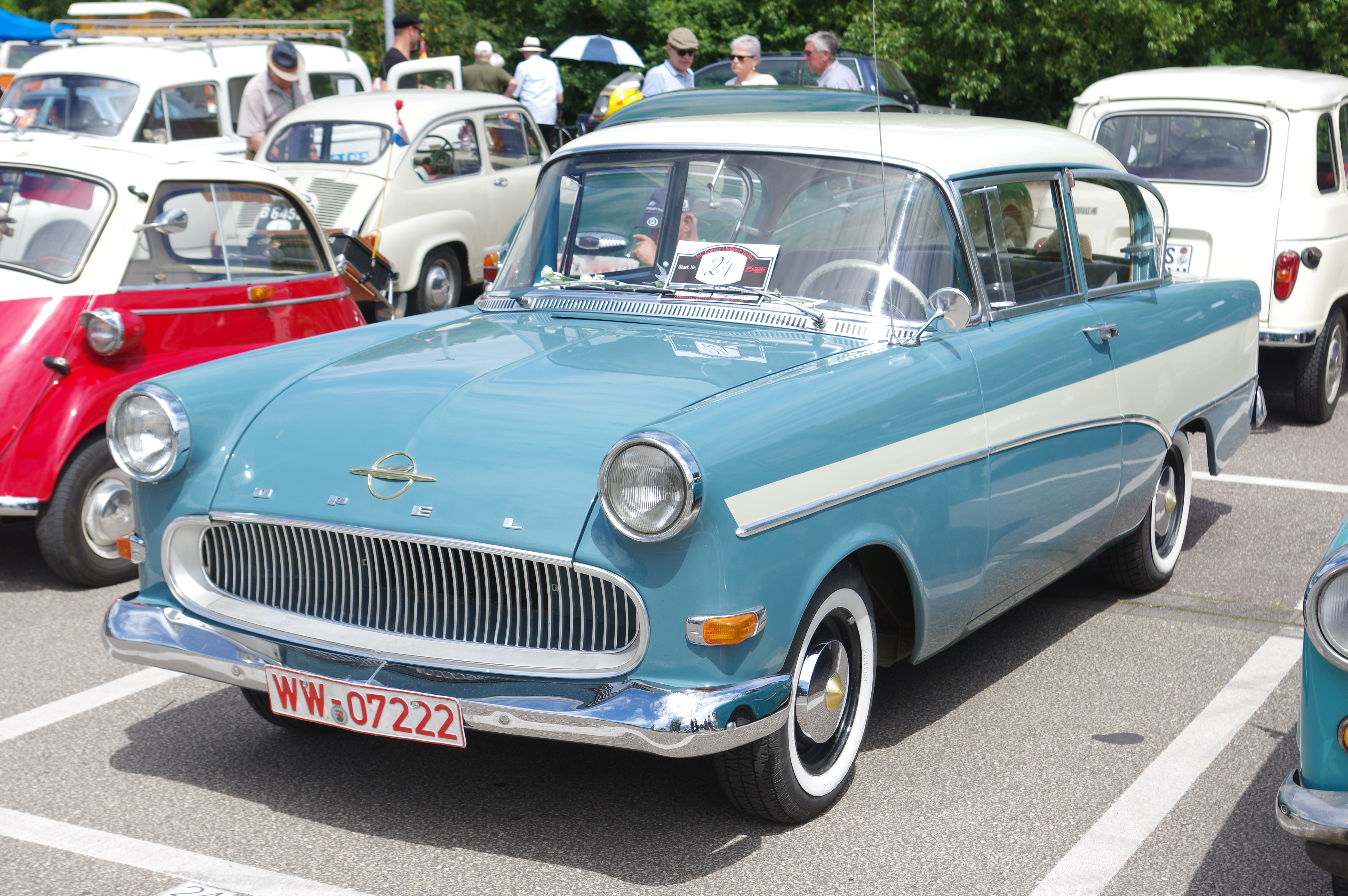
オリンピアレコルトP1（1958年）

車体が大型化され、前後窓が当時のアメリカ車の流行に沿ったラップアラウンドウインドウとなった。"Olymat"と呼ばれた自動クラッチも1960年モデルから装備可能となった。ギアボックスがフルシンクロ化されたのも欧州車では最も早かった。
- 1958-1959年型:1,488 cc 45馬力は従来通り。2ドアのベーシックモデル「オリンピア」と、上級の「オリンピア・レコルト」、ステーションワゴンの「キャラバン」、商用モデルの「デリバリーバン」があった。社外コーチビルダー製のコンバーチブルも少数生産され、レコルトCの時代まで存続した。当時の西ドイツでの販売価格は5,785 - 6,845マルクで、カブリオレは1万マルク以上であった。

- 1959年型: 1,680cc 55馬力エンジンが選択可能となり、4ドア版も追加された。ダッシュボードにクラッシュパッドが設けられるなどの小改良を受ける。当時の西ドイツでの販売価格は6,545-7,110マルク。ベーシックな「オリンピア」は「オペル・1200」（1,196 cc 40馬力）へと改名され、レコルトがP2に発展した後の1962年まで継続生産された。P1レコルトは307,000台、他に1200が67,952台生産された。

## レコルトP2（1960年 - 1963年）

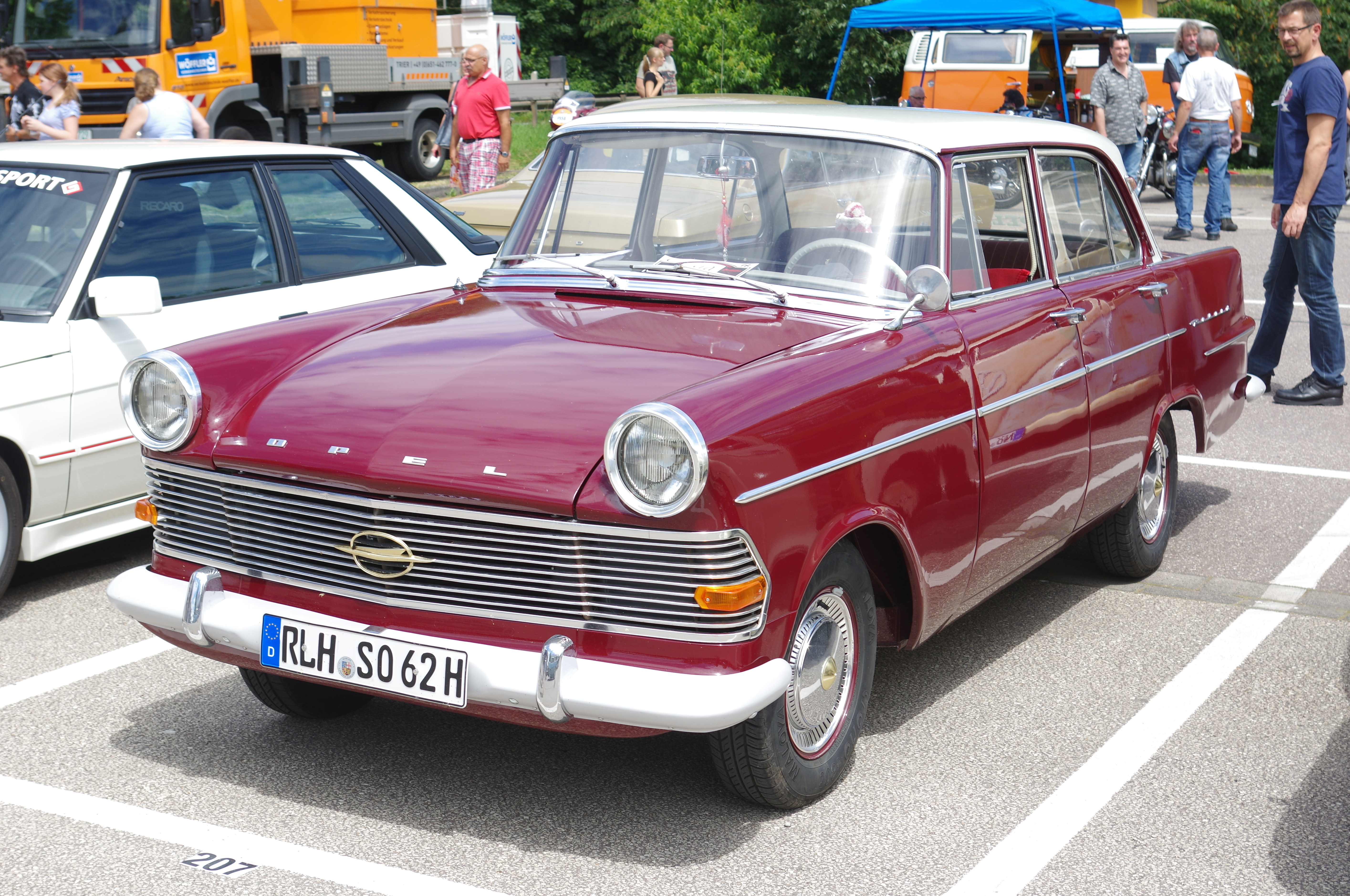
レコルトP2 4ドアサルーン

「オリンピア」が付かない初の「オペル・レコルト」。ホイールベースはそのまま、ボディサイズが更に拡大され、ラップアラウンドウインドウは廃止され、ボディ外板も一新された。ボディタイプとしては、2・4ドアセダン、3ドアのステーションワゴンとバン、ピックアップトラックがあった。
1961年8月には2ドアクーペ、1962年には豪華な「L」バージョン、エンジンの圧縮比を高め60馬力とした1700Sが追加され、スポーティーな4速フロアシフトも選択可能になった。当時の西ドイツでの販売価格は6,545 - 7,770マルク。787,684台が生産された。

## レコルトA（1963年 - 1965年）

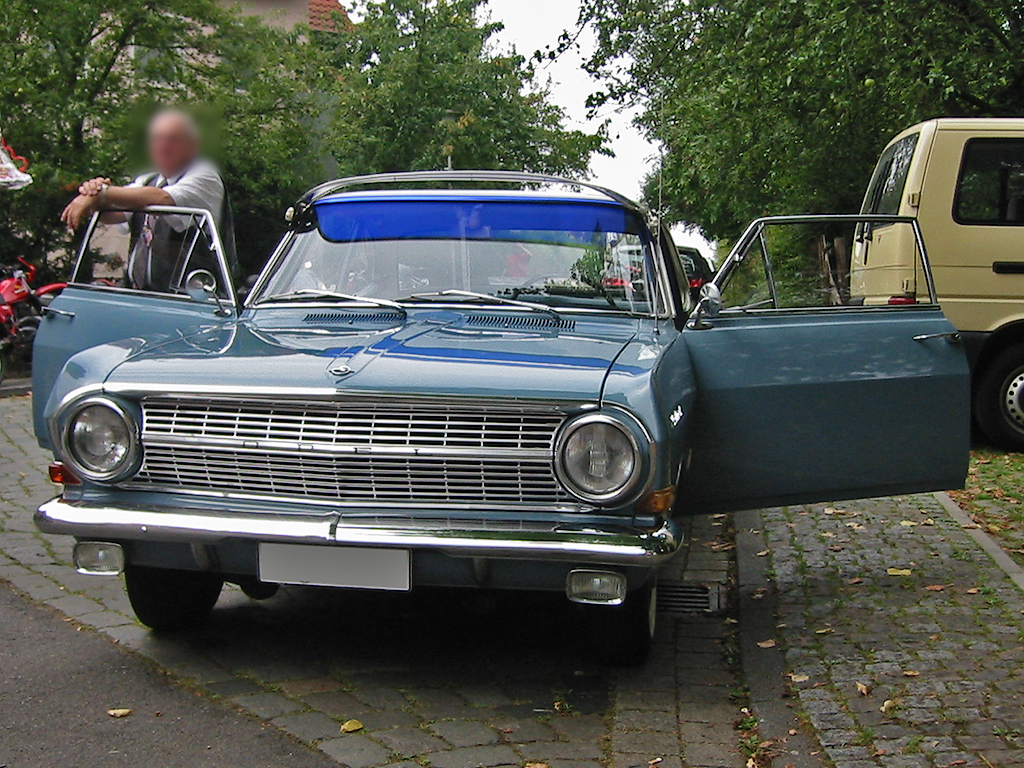
レコルトA

ボディは一新され、ホイールベースも2,620 mmに延長された。レコルトAのボディタイプも2・4ドアセダン、3ドアのステーションワゴンとバン、ピックアップトラック、そして2ドアクーペとなった。
エンジンの種類は、1,500 cc 50馬力、1,700 ccは 60馬力とS用の67馬力であったが、1964年には後のコモドーレの先行車種とも言うべき、カピテーンの直列6気筒2,600 cc 100馬力エンジンを搭載し、最高速度160 km/h以上を出す「レコルトL-6」も追加された。 
当時の西ドイツでの販売価格は6,830 - 9,370マルク。200マルクのオプションで前輪ディスクブレーキ、同じく180マルクで4速フロアシフトが選べた。レコルトAは885,292台が生産された。

## レコルトB（1966年 - 1967年）

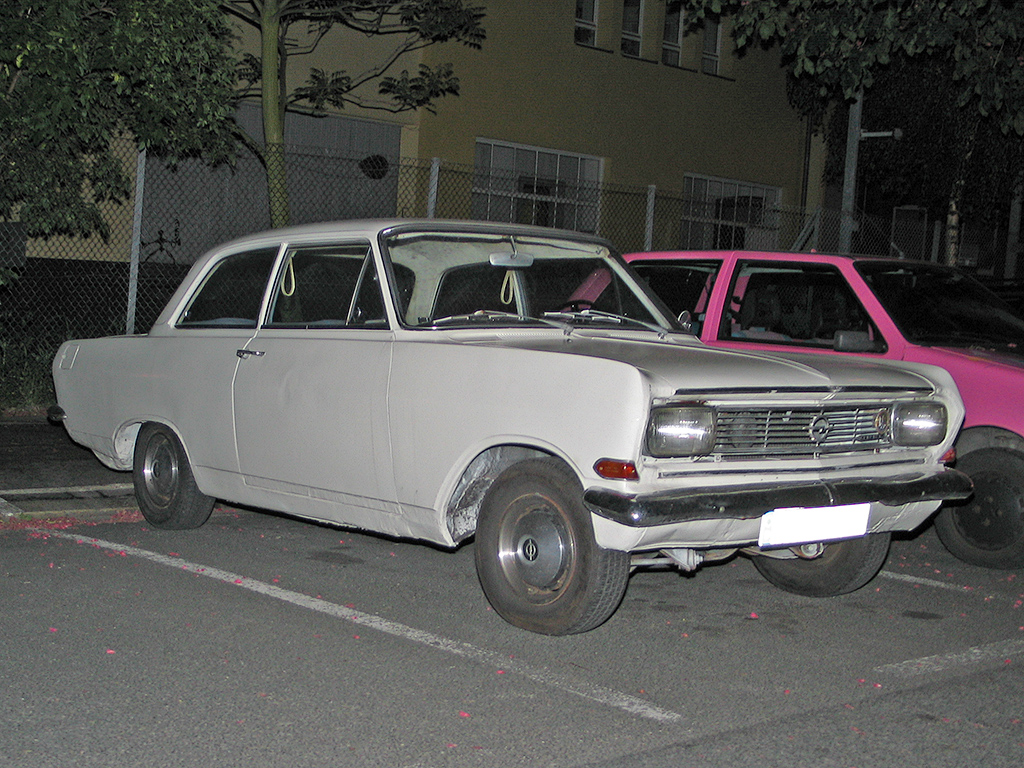
レコルトB

レコルトBの車体はAのマイナーチェンジに過ぎなかったが、エンジンが新設計のSOHCに一新された（1492cc60馬力、1698cc75馬力、1897cc90馬力）。このエンジンはCIH（cam in headの意）エンジンと呼ばれ、1986年の最後のレコルトまで継承された。ただし2600ccエンジンは従来と同じであった。
車体バリエーションはAと変わらず、当時のドイツでの販売価格は6980-9570マルクと若干値上げされた。95マルクでサーボ付ブレーキが、950マルクでオートマチックが装備可能となった。296,771台が生産された。 

## レコルトC（1967年 - 1971年）

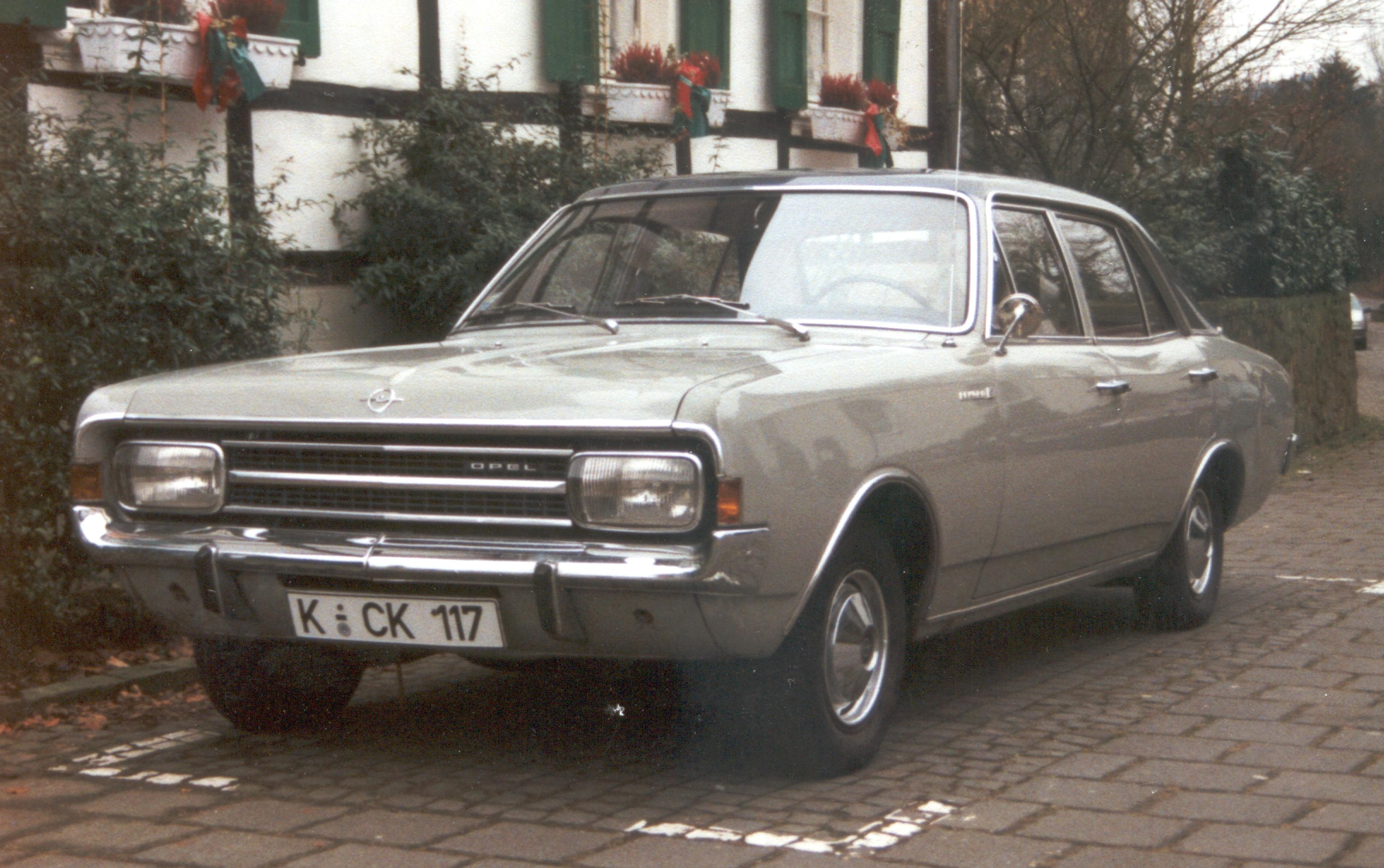
レコルトC

1,276,681台が生産され、最も成功を収めたシリーズである。信頼性が高く、室内は明るく広く、流行のコークボトルラインを取り入れたスタイルが好評であった。ボディタイプは2・4ドアセダン、3・5ドアワゴン（5ドアは新登場）、2ドアハードトップクーペ、デリバリーバンであり、エンジンバリエーションは1492cc58馬力（その後60馬力に）、1698cc60-66馬力・75馬力、1897cc90・106馬力（レコルト・スプリント・クーペ専用）、そして1967-1968年のみ存在した2239cc95馬力があった。当時のドイツでの販売価格は7,630-9,775マルクであった。
なお6気筒車は1968年以降「コモドーレ」として独立した。
レコルトCはベルギーと南アフリカでは丸型4灯式ヘッドライトが与えられて「オペル・レインジャー」として生産された。 ブラジルでは丸型2灯式ヘッドライトとアメリカ車的なフロントデザインに改変されて 「シボレー・オパラ」（4気筒2500ccと6気筒4100ccエンジン）として（6気筒搭載型は「コモドーロ」、「ディプロマータ」として）、ビッグマイナーチェンジを繰り返し1992年まで生産された。
日本でもレコルトCは最も一般に親しまれたオペル車であった。東邦モーターズの車両提供により宇津井健主演のテレビドラマ、「ザ・ガードマン」にて、東京パトロールの専用車として登場し、広く親しまれた。この背景にはレコルトCの全幅が1755mmと5ナンバー枠を55mm超えていたため、東邦がオペルに日本仕様車の車幅を狭く改造するよう要請、その代わりに仕入台数を増やさざるを得なくなったため、大々的な販促活動が必要になったという事情があった。

## レコルトD（1972年 - 1977年）

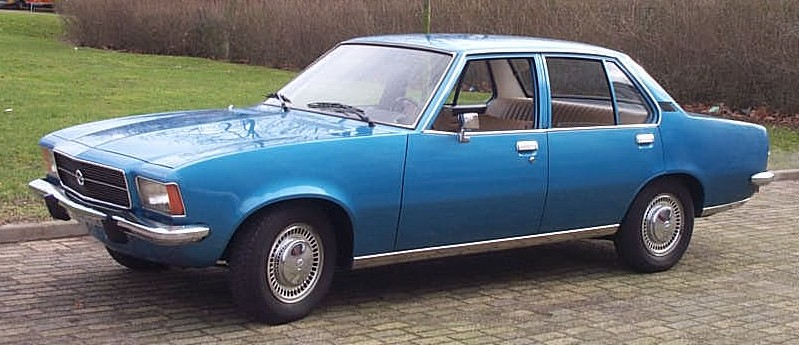
レコルトD

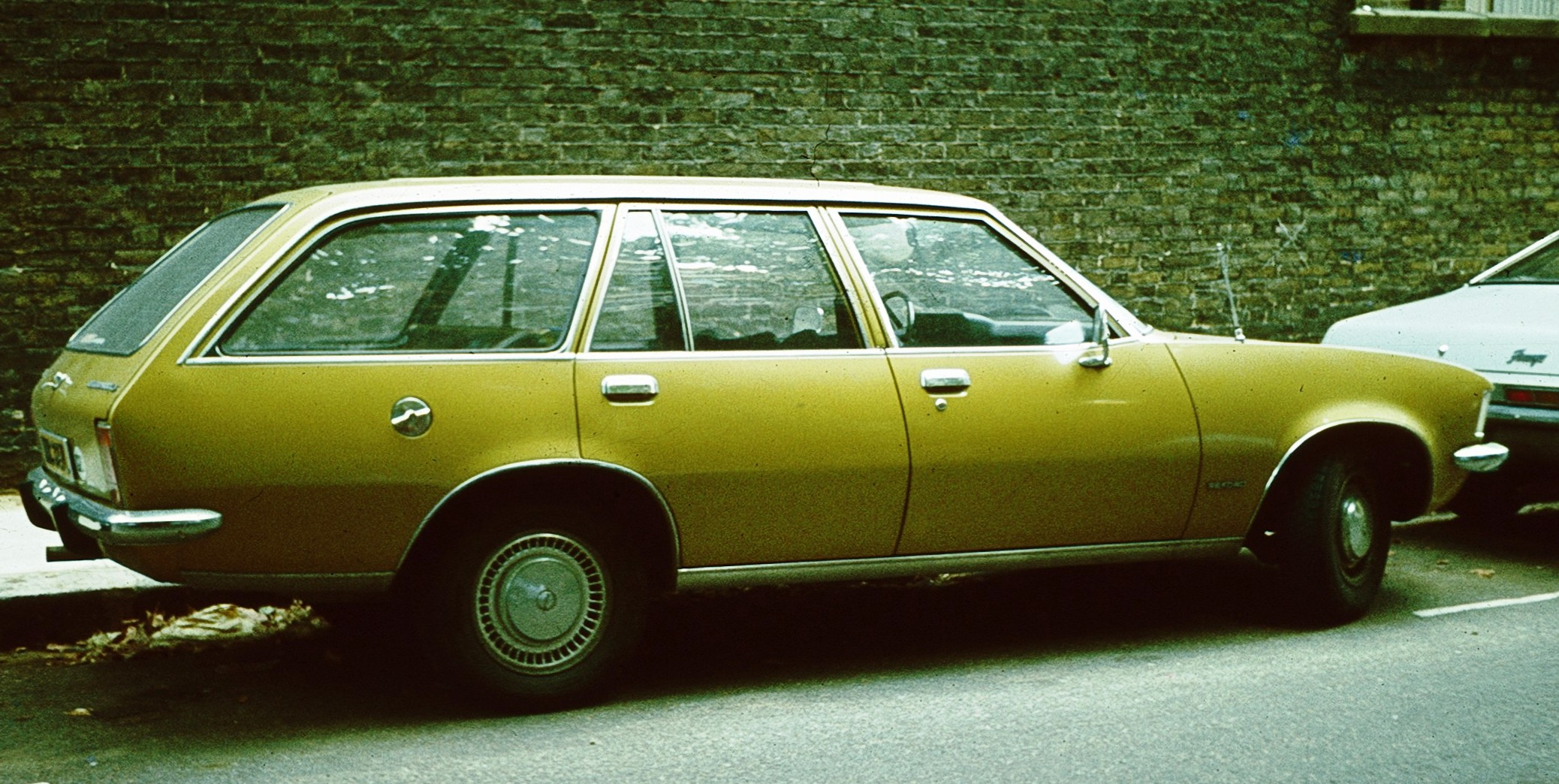
レコルトDキャラバン

レコルトDは約110万台生産されたが「D」がディーゼルエンジン車と誤解されやすいためセールスツールではしばしば「レコルトII」と表記された。ガソリンエンジンは1897cc、1698cc、2068ccの3種類で、2068ccディーゼルエンジンも初めて追加された。
ボディタイプは2・4ドアセダン、3・5ドアワゴン、2ドアクーペ（ピラー付に戻った）があり、豪華バージョンとして「ベルリーナ」が登場した。ベルギー製「レインジャー」（6気筒版もあった）も同時にモデルチェンジされ、1976年まで主にベネルクス3国で売られた。南アフリカでもシボレー2500・3800・4100として生産された。韓国では大宇自動車（現・韓国GM）の前身であるGMコリアによって「レコード1900」としてノックダウン生産された（出典）。1975年になると、親会社GMの方針によりオペルは対米輸出を中止した（その後はいすゞ・ジェミニが「Opel by Isuzu」として輸出された）ほか、日本の自動車排出ガス規制に適応できなくなったことからレコルトを含むオペル各車の日本への輸出も1976年をもって中止された。
最盛期の1950-1960年代前半にはフォルクスワーゲンに次ぐ人気を誇ったレコルトの輸入中止により、空白となった日本市場はアウディとBMWに取って代わられ、1980年代半ばの輸入再開後もオペルのミッドサイズは失地回復出来なかった。

## レコルトE（1977年 - 1986年）

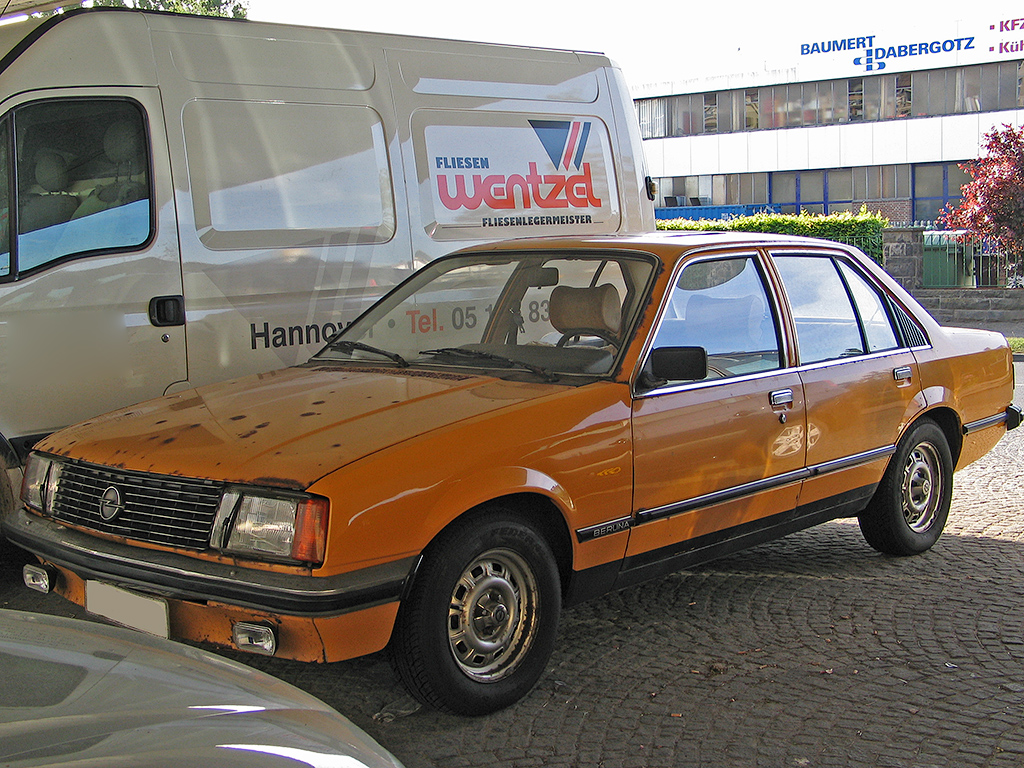
レコルトE1

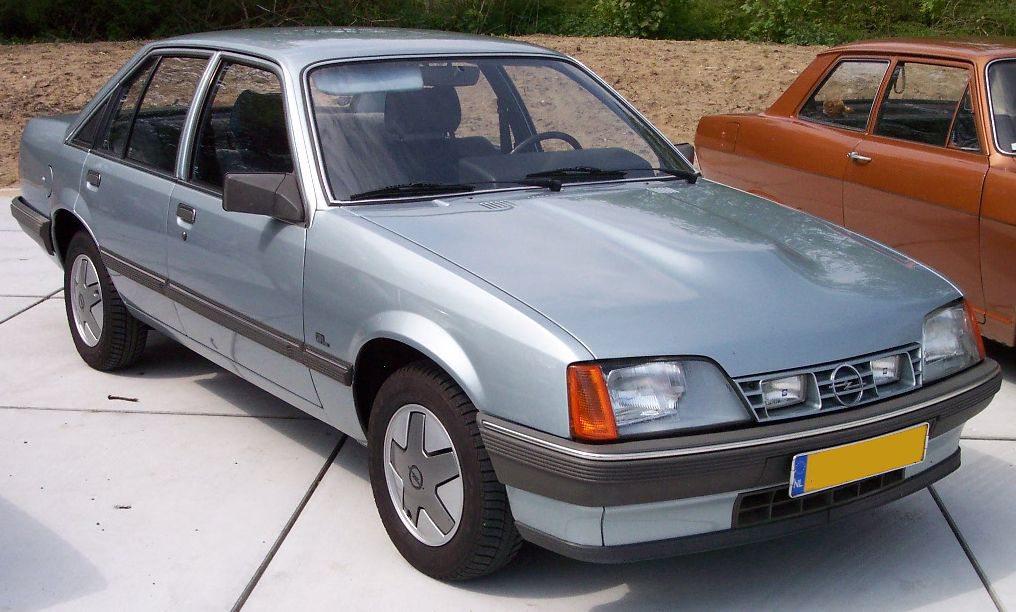
レコルトE2

最後のレコルトであるEは、1977-1982年のE1と1982-1986年のE2に分けられる。オペルの主力車種はより小型のカデット・アスコナになっており、C・D時代のような人気はなかったが9年間かけて140万台以上が生産された。
英国ボクスホールのヴィクターとの車種統合が行われ、1979年からボクスホール・カールトンとしてフロントエンドを変えて生産されたが、E2以降はバッジ類以外は全く同じ車となった。なお、レコルトEのチーフデザイナーは日本人の児玉英雄である。
E2はオペル輸入を再開した東邦モーターズによって若干数日本にも輸入されたが、少数輸入枠による輸入で絶対数が少ないため、価格設定がより上級のBMW・5シリーズ並みになってしまい、ほとんど売れなかった。
1986年のモデルチェンジに際して、オメガに改名され、30年以上続いたレコルトの名は消滅した。

### 年間走行記録
レコルトE2の2リッターモデル2台は、南アフリカ共和国・デルタ社のスタッフの運転により、1988年5月18日から365日間に渡り、同国ケープ州（当時）でダートコースも含む路上を、大きなトラブル無く連続走行した。記録樹立にあたっては南アフリカ自動車協会の立ち会いを得、1989年5月までの最終的な累計走行距離は57万3,029kmに達した。1日あたり1,500km-1,600kmを走破した計算になる。